# Lagostina
Lagostina é uma empresa italiana fabricante de produtos para cozinha. Seus principais produtos são as panelas de pressão. A Lagostina foi fundada em 1901 em Omegna, província da Verbania, Itália, como um negócio de família que focava inicialmente a fabricação de panelas de aço.
A série de animação televisiva La Linea, criada por Osvaldo Cavandoli, em 1969, surgiu como um comercial da empresa. Os oito primeiros episódios estavam associados à Lagostina, tanto que o personagem do desenho era identificado como "Agostino Lagostina".